# Conflict: Global Terror
Conflict: Global Terror, também chamado de Conflict: Global Storm, é um jogo eletrônico de tiro em terceira pessoa desenvolvido pela Pivotal Games e publicado pela 2K Games em 2005 para Microsoft Windows, PlayStation 2 e Xbox, sendo o quarto jogo da série Conflict.